# Приказ

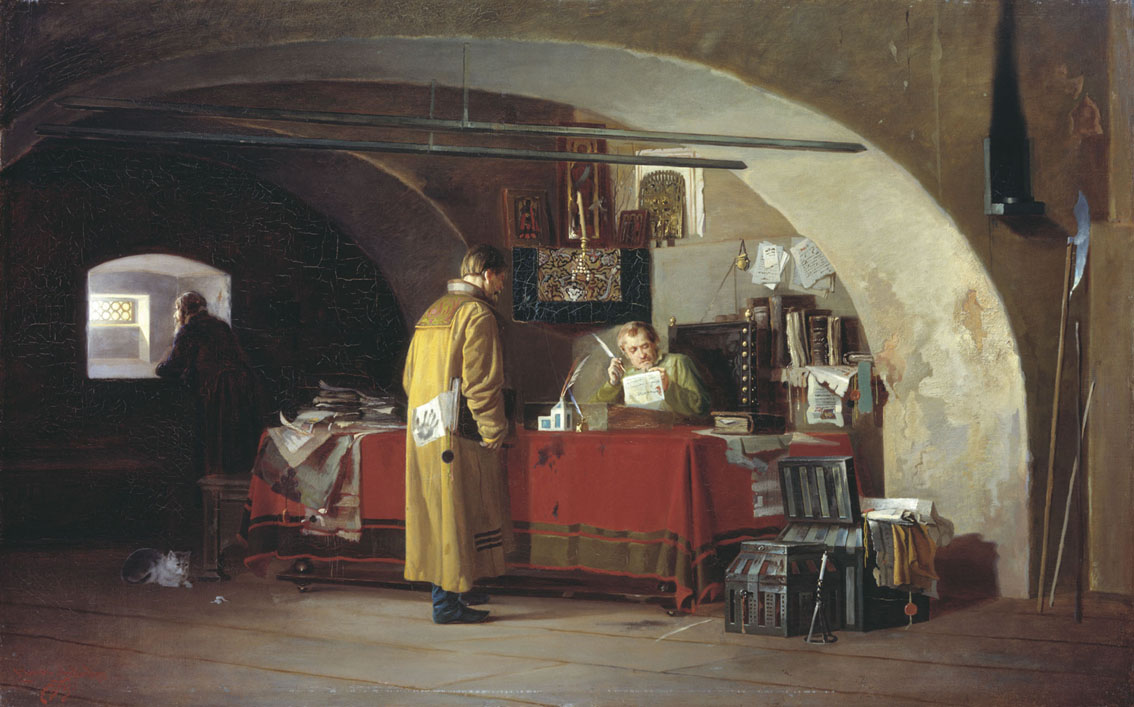
Приказ в Москві. Александр Янов

Прика́з — адміністративно-судовий орган центрального управління в Московському царстві з кінця XV і до першої чверті XVIII століть.
Прикази створювалися в процесі централізації держави та розвитку станово-представницької монархії. Наприкінці XVII століття існувало близько 100 приказів.
Більшість приказів будувалася за функціональним принципом: вони керували окремими галузями управління — земський, помісний, посольський, стрілецький, холопський, ямський та інші; кілька приказів відали справами двірцевого управління, наприклад приказ Великого двору. Окремі прикази керували всіма галузями управління на певній території, наприклад Малоросійський приказ.
На чолі приказу стояв «суддя», здебільшого з бояр. Він користувався одноосібною владою. При ньому була «приказна ізба» — канцелярія з дяками та піддячими, які фактично вели всі справи приказу.
Відсутність організаційної чіткості, одноособова влада «судді», бюрократизм, несумлінність приказних породжували значну кількість зловживань. Петро І замінив 1718 прикази на колегії. Останній з приказів — Сибірський, існував до 1763.